# Omitara

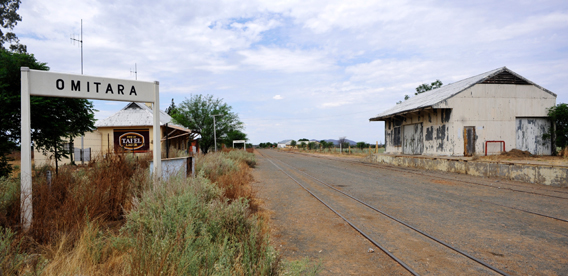
Bahnstation Omitara 2012

Omitara ist eine Siedlung im Wahlkreis Okorukambe in der Region Omaheke in Namibia. Die Siedlung hat 798 Einwohner und liegt etwa 100 Kilometer westlich der Regionalhauptstadt Gobabis.
Omitara verfügt über eine Polizeiwache, Grundschule und Klinik sowie Haltepunkt von TransNamib auf der Bahnstrecke Windhoek–Gobabis.

## Sozialökonomieprojekt BIG
2008 und 2009 waren Omitara und Otjivero der Standort des Pilotprojekts für ein Bedingungsloses Grundeinkommen in Namibia – Basic Income Grant Namibia (BIGNam). Jede Person unterhalb des Rentenalters von 60 Jahren erhielt 100 Namibia-Dollar pro Monat.
Die Koalition für ein Bedingungsloses Grundeinkommen in Namibia (englisch: Basic Income Grant Coalition) wurde von namibischen Arbeiterorganisationen und kirchlichen Organisationen gebildet.
Eine Studie zur Evaluation des Projektes ergab, dass durch Armut bedingte Kriminalität, Unterernährung von Kindern und Fehlen von Kindern in der Schule seit Beginn des Projekts zurückgingen.
Das Projekt wurde im Dezember 2009 eingestellt. Nachdem die letzte Zahlung geleistet war, wurde jedoch eine Überbrückungshilfe in Höhe von 80 Namibia-Dollar pro Monat eingeführt, um die Bewohner nicht in die Armut zurückfallen zu lassen.
2013 wurde die Ansicht geäußert, das Projekt sei nicht hinreichend dokumentiert und tatsächlich sogar gescheitert.

## Staudämme

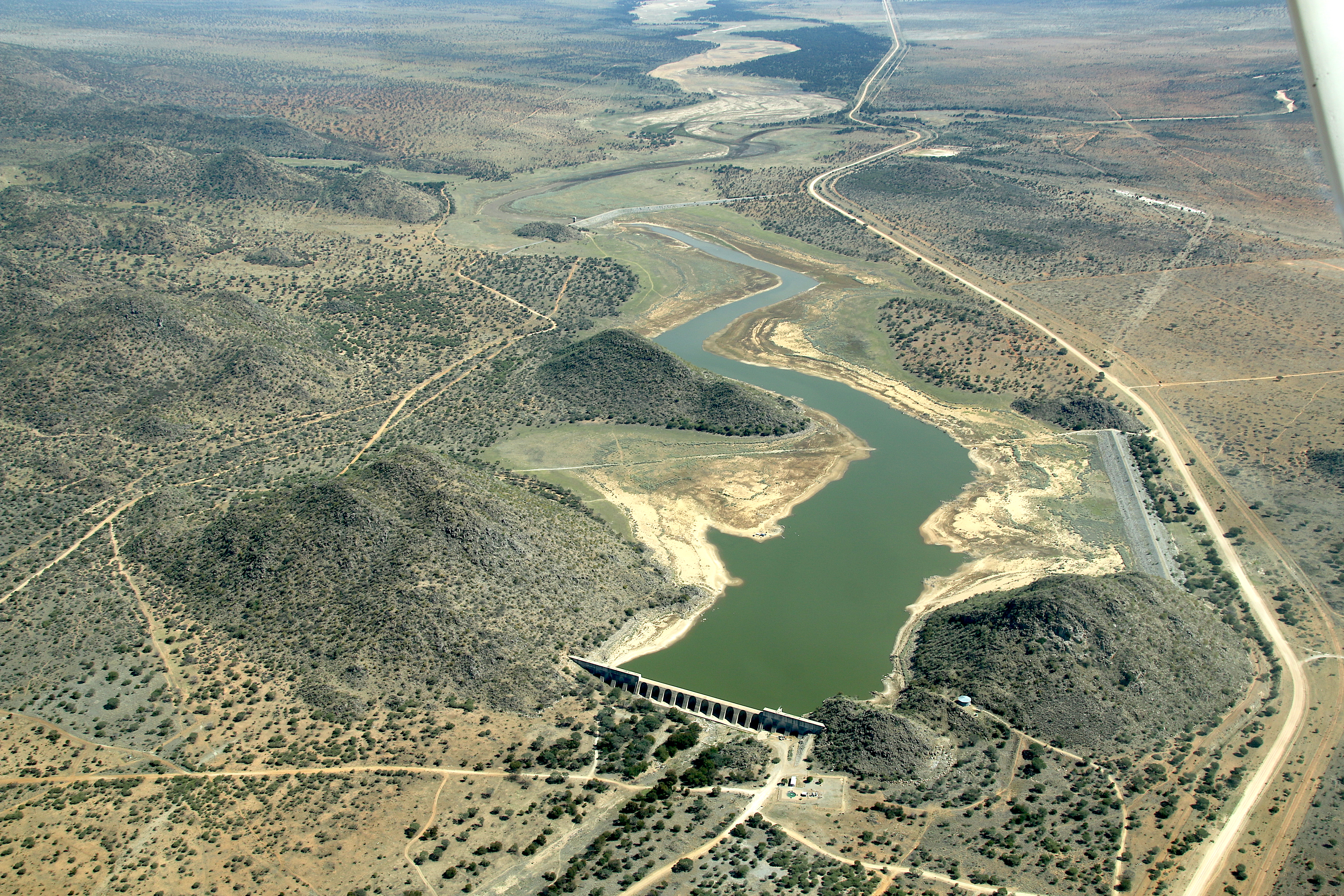
Luftaufnahme Otjivero Hauptdamm und Nebendamm 2018

Westlich von Omitara befindet sich der Otjivero-Hauptdamm und der Otjivero-Nebendamm. Die beiden Dämme stauen das Wasser des Weißen Nossob.